# Batthyány Emanuela
Gróf németújvári Batthyány Emanuela Anna Karolina (az Emanuella alakot használta, említették, mint Amália, Emma is, házassága után Batthyány Gézáné) (Pozsony, 1837. december 24. – Budapest, 1922. március 3.) gróf Batthyány Lajos miniszterelnöknek és gróf Zichy Antóniának első (felnőtt kort megért) lánya, a Magyar Gazdasszonyok Országos Egyletének pártfogónője.

## Élete

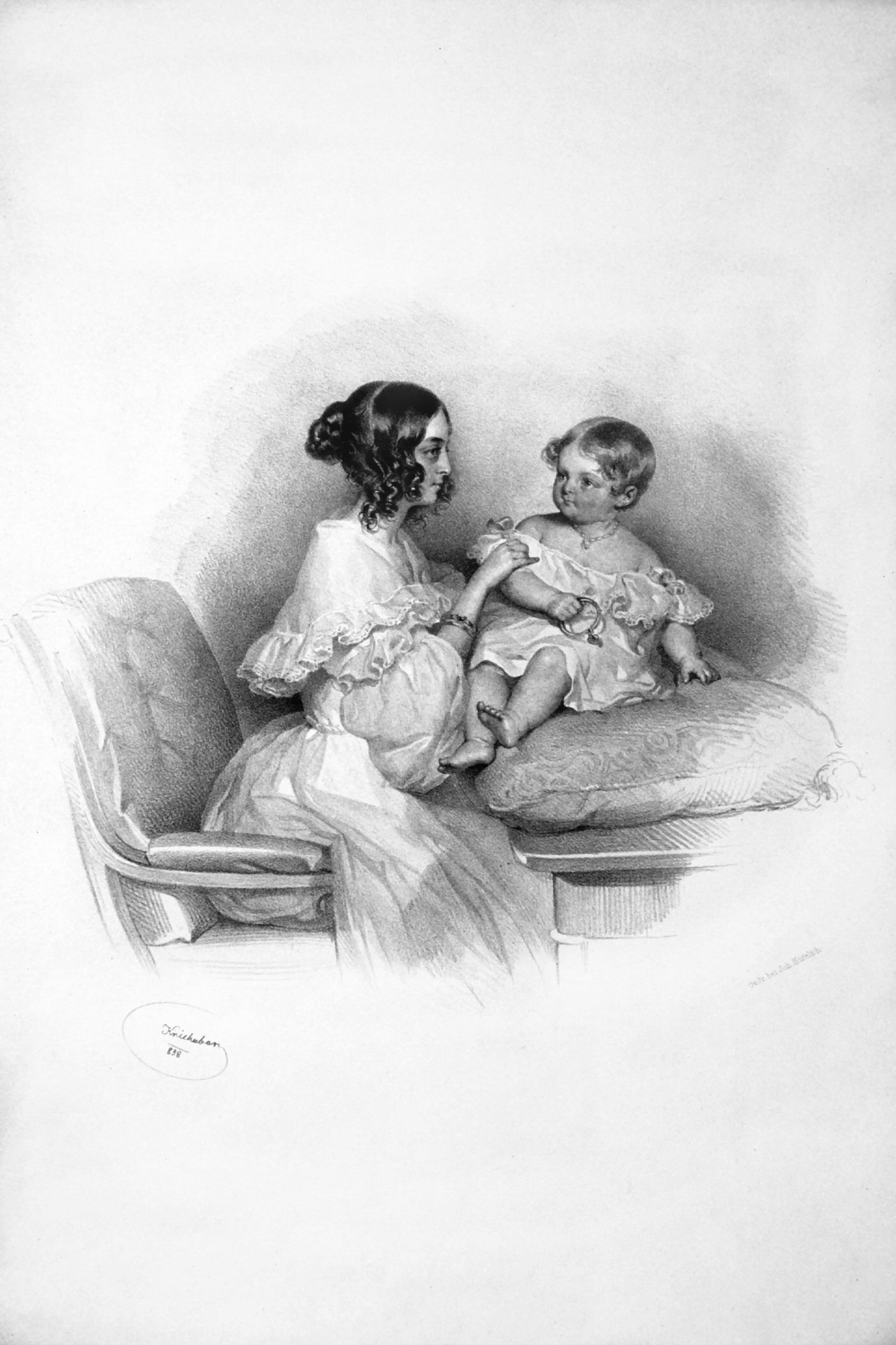
Emma édesanyjával 1838-ban Josef Kriehuber litográfiáján

Szülei, gróf Batthyány Lajos miniszterelnöknek és gróf Zichy Antónia magyar szellemben nevelték, testvéreivel együtt piros csizmás pruszlékos dajkáik voltak, első játszótársaik a falusi parasztgyermekek voltak.
Édesanyja 1849. január 20-án értesült férje elfogásáról. Másnap Emma lányával útnak indult, és az ellenséges táborokon keresztül érkezett Pestre, ahol a budai helytartótanácsi palotában minden nap meglátogathatta. Mivel Batthyány Lajos a kicsinyeket is szerette volna látni, visszament értük Ikervárra. Ennek az időszaknak a történetét Zichy Antónia két visszaemlékezésben is megírta: az elsőt németül – 1850-ben kezdte külföldön, és 1858-ban fejezte be – majd 1882-ben magyar nyelven az előbbit átdolgozva és kiegészítve gyermekei részére. 1855-ben brüsszeli tartózkodásuk idején a legelőkelőbb körökben vezette be édesanyja a társadalmi életbe. 1856-ban visszatértek Magyarországra, hogy az „eladó sorba került” lányok itt menjenek férjhez. Batthyányné – férje kívánsága szerint – nem kért vissza semmit, csak Ikervárt vásárolta meg néhány más birtokkal együtt később. Az 1867. évi amnesztia által csak a burgaui birtok szállott vissza a családra. Édesanyja 1857. évi jogászbálon mutatta be a pesti társaságnak. Ezt követően a rendőri jelentésekben gyakran esett szó róla, mint a „pesti bálok koronázatlan királynéjáról”.
1859. szeptember 4-én feleségül ment távoli rokonához, Batthyány Gézához (1838–1900). Három gyermekük: 
- Lajos (Egyed 1860. júl. 27. – Polgárdi 1951. december 27.) cs. és kir. követségi attaché, majd Győr megye és város főispánja, a főrendiház tagja, volt (neje pedig gr. Andrássy Ilona).
- Géza (Egyed 1861. okt. 23. – Polgárdi 1891. nov. 14.[4]), Párizsban tanult természettudományokat s műtörténetet,[5] a Képzőművészeti Társaság választmányának alapítótagja volt.
- Béla (Budapest 1863. jan. 1. – Bécs 1949. január 17.[6]) cs. és kir. követségi attaché; neje Jeanne Seilliere.[7][8][9]

1883-ban unokája, Batthyány Lajos és Andrássy Ilona Emma Katinka nevet kapott lányának keresztanyja lett az ikervári kastélyban.
Édesanyja 1888-ban bekövetkezett halála után elvállalta a Magyar Gazdasszonyok Országos Egylete pártfogónői tisztségét, amiről halála előtt nem sokkal, romló egészségi állapota miatt mondott le. Évről évre megnyitotta a palotáját közgyűlései előtt, hogy a bálteremben az elesetteknek szánt támogatásokról döntsenek. Részt vett – a negyvennyolcas hagyomány jegyében Damjanich János özvegyével együtt – jótékony bálok védnökségében is. 1894-ben Rakovszky Istvánnal „Szeretet“ országos egyesület alapító elnökévé választották, melynek célja a magyarországi siketnémák nevelés és oktatásügyének előmozdítsa, illetőleg a siketnémák ügyének népszerűsítése és a segélyre szorultak gyámolítása volt, védnöke Vaszary Kolos bíbornok hercegérsek. 1906-ban pedig a Tulipánkert-mozgalom alapítótagjai között volt.
1891-ben előbb az életét önkezével kioltó Géza fiát, 1900-ban a férjét is eltemette, majd Béla fia nemzetközi botrányokba torkolló, rettenetes adósságokat gerjesztő kicsapongásai után, már túl a hatvanadik életévén mégis a saját lábára állt.
1922-ben Polgárdiban, a családi sírboltban helyezték örök nyugalomra. 2013-ban több családtaggal együtt újratemették, és a Mindenszentek temetőkápolnában kialakított sírfülkében helyezték el a földi maradványokat.